# Sogn og Fjordane
Sogn og Fjordane ( ? i  escolteu-ne la pronunciació en noruec) és un comtat de Noruega, fronterer amb els de Møre og Romsdal, Oppland, Buskerud i Hordaland. La capital del comtat és la població de Leikanger, encara que el municipi més poblat és Førde.
Amb una població de 109,530 habitants (2016), és el segon comtat més despoblat de Noruega, per davant de Finnmark. Sogn og Fjordane es troba dividit en tres districtes tradicionals: Sogn, Nordfjord i Sunnfjord.
Tot i que el comtat té una certa indústria, principalment l'energia hidroelèctrica i l'alumini, el que és més predominantment és l'agricultura. Sogn og Fjordane també la llar de l'església de fusta d'Urnes i el Nærøyfjord, que es troben a la llista de la UNESCO com a Patrimoni de la Humanitat. Tots els municipis del comtat han declarat el nynorsk com a forma oficial escrita de la llengua noruega.

## Etimologia

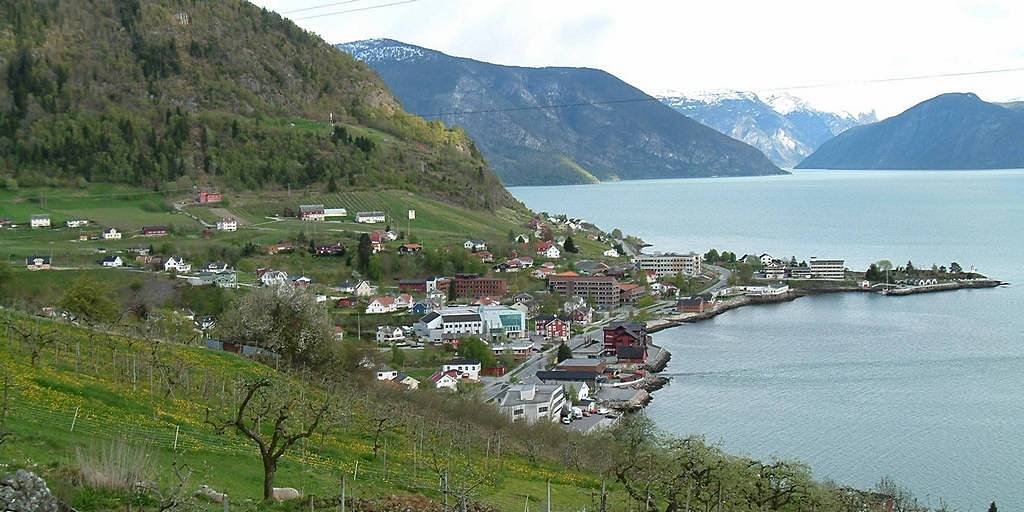
Vista de Hermansverk, el poble que, situat al municipi de Leikanger, és el centre administratiu del comtat.

El nom de Sogn og Fjordane va ser creat el 1919; la traducció literal del qual és: Sogn i els fiords. El primer element és el nom de la regió de Sogn, situada a la part sud del comtat. L'últim element és la forma definida plural dels fiords, que es refereix a les dues regions del comtat anomenades Nordfjord i Sunnfjord a les parts septentrional i central de la comarca.
Abans del 1919, el nom del comtat era Nordre Bergenhus AMT que significava "(la part) nord (de) Bergenhus AMT". (El vell amt de Bergenhus, creat el 1662, es va dividir en dues meitats nord i sud el 1763.)

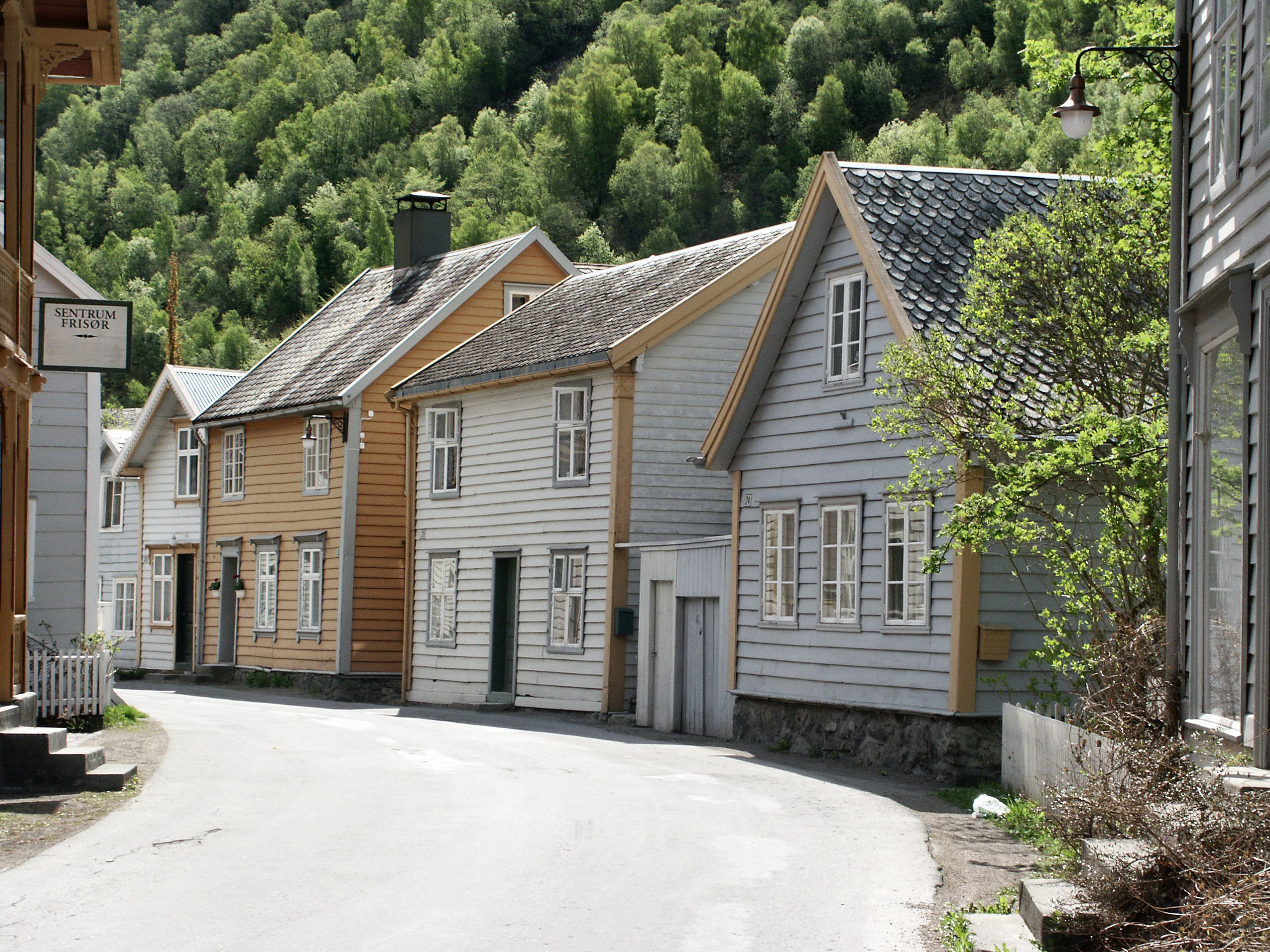
Cases antigues a Lærdal.

## Escut d'armes
L'escut d'armes del comtat va ser concedit el 23 de setembre de 1983. L'escut mostra la distribució geogràfica de la comarca: tres grans fiords blaus que penetren al terra de color blanc. Els tres fiords representen les tres regions del país: Nordfjord (que envolta Nordfjorden), Sunnfjord (amb el Førdefjorden), i Sogn (que envolta Sognefjorden). Gairebé tots els pobles i ciutats estan situats al llarg d'un d'aquests fiords i el nom del comtat es basa en els fiords.

## Geografia

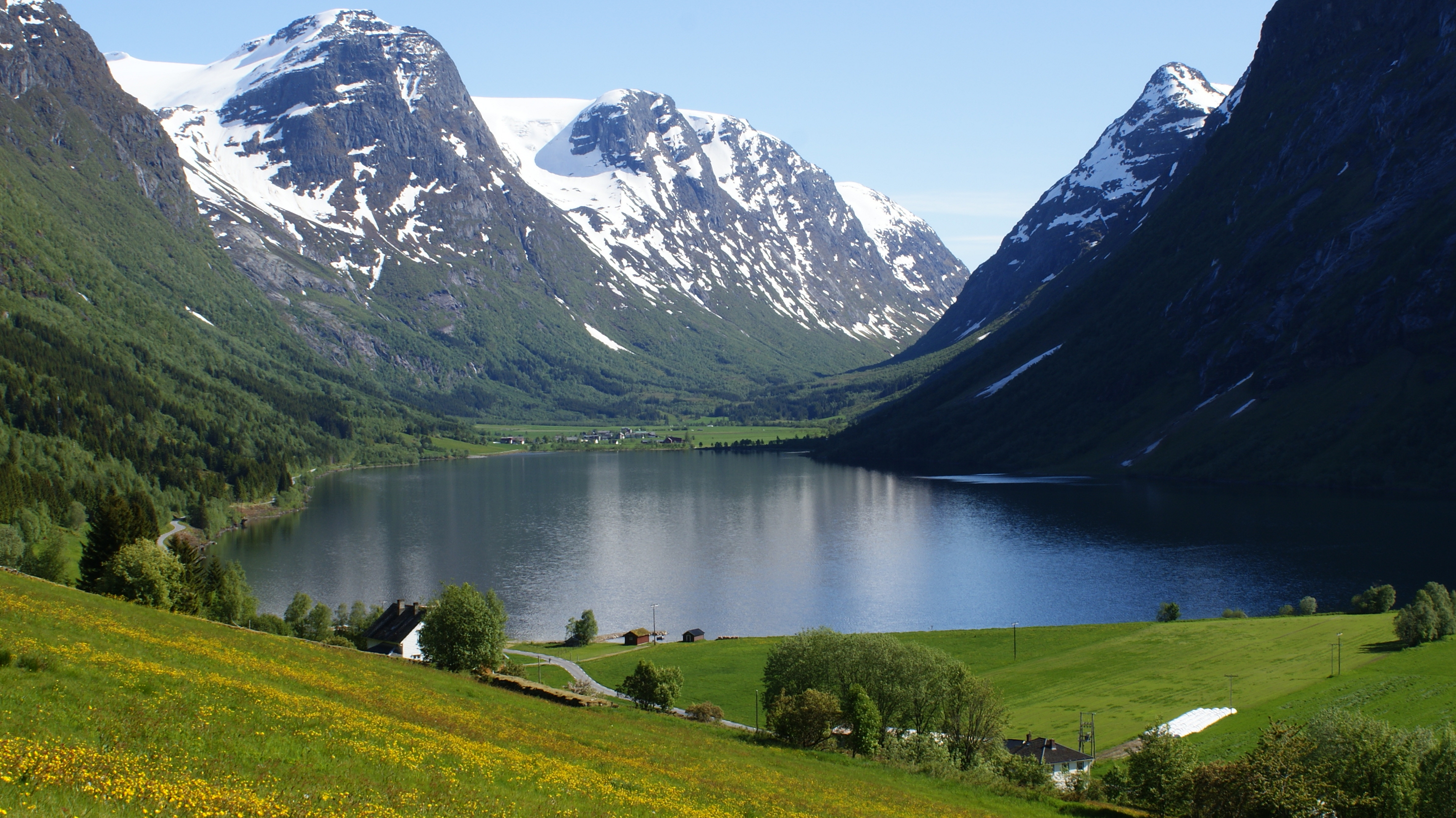
La vall de Myklebust, a Gloppen.

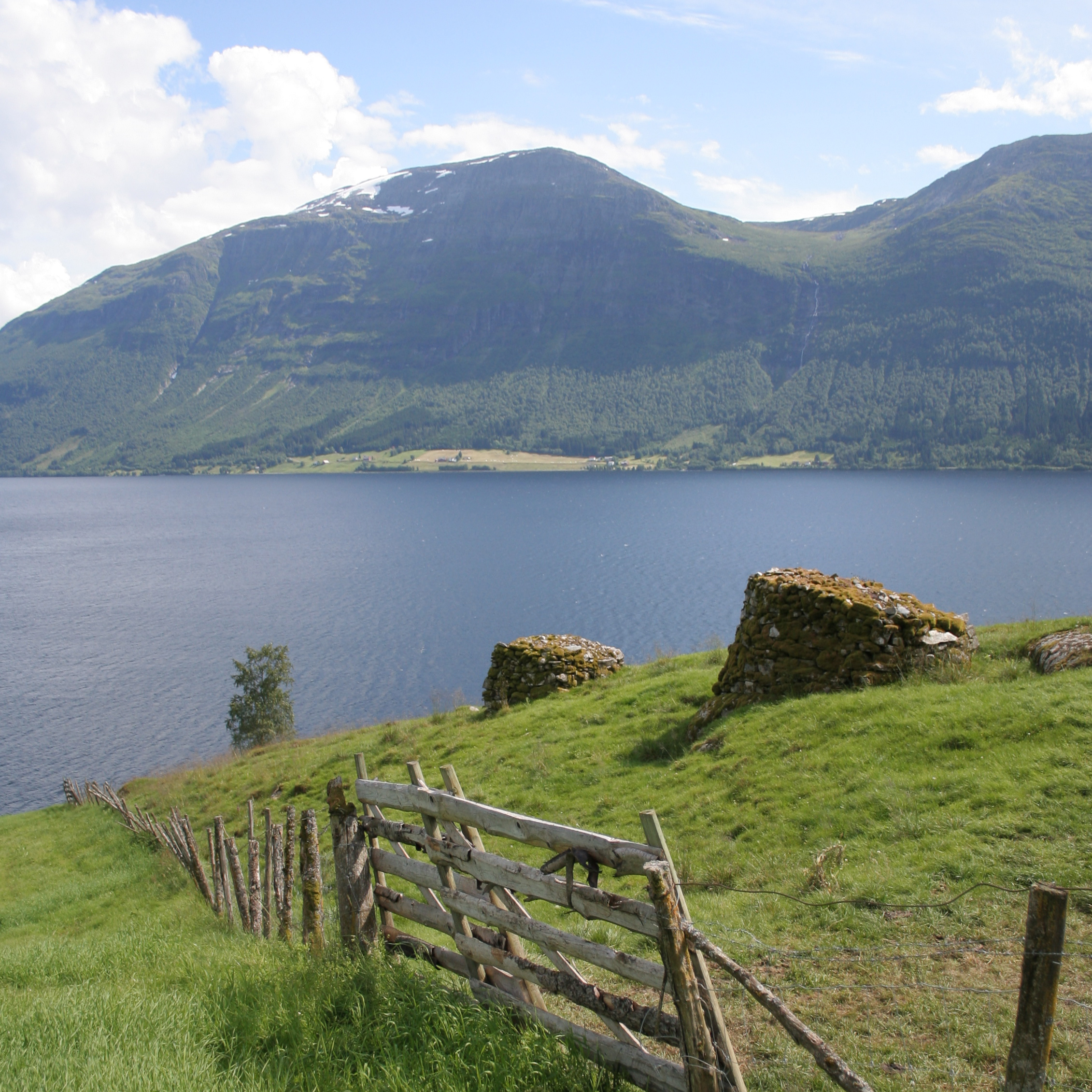
Hornindalsvatnet, el llac més profund de Noruega.

Sogn og Fjordane és principalment una zona rural amb una població dispersa. El comtat inclou la glacera més gran de Noruega continental, Jostedalsbreen, a la serralada de Breheimen, i el llac més profund, Hornindalsvatnet. També hi ha moltes cascades famoses situades a la zona. Ramnefjellsfossen (anteriorment anomenada Utigardfossen) és la més alta de Noruega i la tercera més alta del món i Vettisfossen és una de les cascades més altes de Noruega amb un desnivell de 275 metres. Ambdues es troben a les muntanyes de Jotunheimen. Els vaixells de creuer visiten Sogn og Fjordane tot l'estiu a causa de les vistes úniques de les altes muntanyes i els profunds fiords blaus.
El famós Nærøyfjord es troba al sud del comtat. Es tracta d'un fiord declarat Patrimoni de la Humanitat per la UNESCO. Hi ha diversos arxipèlags, incloent Bulandet, Bremangerlandet i les illes al voltant de Florø. El punt més occidental de la Noruega continental és Holmebåen, al municipi de Solund. L'illa d'Unst, la més septentrional de les illes Shetland, és al voltant de 300 quilòmetres a l'oest de Holmebåen.
El comtat nota un canvi de terreny molt ràpid, ja que passa de muntanyes suaus a la costa a muntanyes alpines de més de 2.000 metres. A causa de la forta pujada i dels fiords que penetren a través del terreny, la precipitació és molt elevada. Els sistemes de baixes pressions venen des de l'oest i es troben amb les muntanyes, causant pluja i neu abundant.

## Divisió administrativa

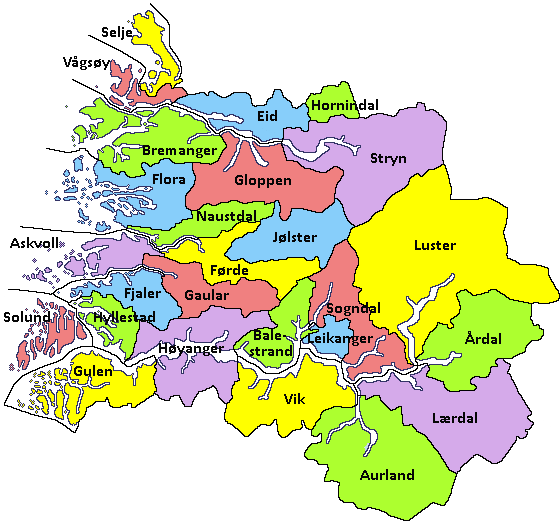
El comtat de Sogn og Fjordane divit en municipis.

Es divideix en 26 municipis:
| 1. Årdal 2. Askvoll 3. Aurland 4. Balestrand 5. Bremanger 6. Eid 7. Fjaler 8. Flora 9. Førde 10. Gaular 11. Gloppen 12. Gulen 13. Hornindal | 1. Høyanger 2. Hyllestad 3. Jølster 4. Lærdal 5. Leikanger 6. Luster 7. Naustdal 8. Selje 9. Sogndal 10. Solund 11. Stryn 12. Vågsøy 13. Vik |

## Transport
El transport es fa més difícil a causa dels fiords i les muntanyes. Els fiords han de ser creuats per transbordadors o arrodonides, sovint fent grans desviaments. Hi ha quatre aeroports al comtat, a Florø, Forde, Sandane i Sogndal. Només hi ha una estació de tren, Flåm. També hi ha la possibilitat d'anar amb autobús, tot i que les carreteres tenen molts revolts.